# Skubianka
Skubianka – wieś sołecka w Polsce położona w województwie mazowieckim, w powiecie legionowskim, w gminie Serock.
Skubianka należała do dóbr zegrzyńskich. W II poł. XVIII wieku wieś odkupił od dotychczasowych właścicieli – Zaborowskich i Kiełpińskich – Antoni Krasiński z synem.
W 1827 miejscowość liczyła 13 dymów (domostw) i 152 mieszkańców. Pod koniec XIX wieku folwark Skubianka wchodził w skład dóbr Izbica i przynależał do gminy i parafii Zegrze.  
W 1899 urządzono cmentarz na potrzeby kościoła w Woli Kiełpińskiej. 
W latach 1975–1998 miejscowość administracyjnie należała do województwa warszawskiego.
W miejscowości znajdował się Ośrodek Rekreacyjny Ambasady Rosji. W listopadzie 2022 roku obiekt został przejęty przez Lasy Państwowe z powodu długotrwałego nieregulowania przez ambasadę opłat za dzierżawę.